# Llywarch Reynolds
Llywarch Owarin Reynolds (1843 - 12 de marzo de 1916) fue un abogado y celtista galés que coleccionó un número importante de manuscritos que hoy forman parte del acervo de la Biblioteca Nacional de Gales.

## Biografía
Reynolds era hijo de Jonathan Owain Reynolds, un autor y traductor. Nació en 1843 y cursó sus estudios en Llandovery College y luego realizó prácticas en un bufete de abogados de Merthyr Tydfil, al sur de Gales. En 1868 se matriculó en el Jesus College de Oxford y obtuvo su Bachelor of Arts en 1875. Regresó a Merthyr para continuar trabajando como abogado y montó su propia firma en Rhymney. Coleccionó varios libros y manuscritos. Tras su muerte, dejó una herencia de veintiocho volúmenes a la Biblioteca Nacional de Gales, incluyendo Llyuyr Hir Llywarch Reynolds, una colección de poemas galeses del siglo XVII. Reynolds fue amigo del erudito galés Sir John Rhys y en 1893 le ayudó a publicar un artículo escrito por el historiador Thomas Stephens que refutaba la teoría de que el príncipe Madoc había descubierto América.
Reynolds falleció el 12 de marzo de 1916 en Brislington, Bristol.